# Aanvoegende wijs
De aanvoegende wijs of conjunctief is een in onder meer de Indo-Europese talen voorkomende werkwoordswijs (kortweg ook wel 'wijs' of 'modus'). Een grammaticale vorm van vergelijkbare strekking is ook bekend in de Semitische en Fins-Oegrische talen.
Deze wijs drukt meestal een handeling uit die de spreker als onwerkelijk (irrealis) of mogelijk (potentialis) beschouwt; dit kan over het verleden, het heden of de (nabije) toekomst gaan. Specifiekere voorbeelden van het gebruik van de aanvoegende wijs zijn: twijfel (dubitativus), aansporing (adhortativus), wens (optativus, bijv. God zij met ons), toegeving (concessivus), doel (finalis), of slechts onwerkelijkheid van de handeling (irrealis) of mogelijkheid (potentialis).
De term 'aanvoegende wijs' is afgeleid van modus coniunctivus – de benaming voor dit verschijnsel in het Latijn – waarbij "aanvoegend" betrekking had op het feit dat de wijs oorspronkelijk vooral werd gebruikt in bijzinnen, die zich naar hun aard "voegen aan" een hoofdzin.

## Nederlands

### Oud- en Middelnederlands
Al in het Oudnederlands waren de meeste vervoegingsvormen van de aanvoegende wijs samengevallen met die van de indicatief, ook wel de aantonende wijs.
In het Middelnederlands waren er alleen nog aparte vormen in de tegenwoordige tijd voor de derde persoon enkelvoud (hi woene) en bij sterke werkwoorden in de verleden tijd voor de eerste en derde persoon enkelvoud (ic/hi name). In historische (Bijbel) en/of gekunstelde teksten worden verder vormen aangetroffen als sloege, quame, dorste.
In spraakkunstboeken uit de negentiende eeuw werd het gebruik van de aanvoegende wijs uitgebreid behandeld en voorgeschreven.

### Nieuwnederlands
In tegenstelling tot een aantal andere Indo-Europese talen (waaronder het Duits en veel Romaanse talen), is in het Nieuwnederlands de aanvoegende wijs nauwelijks gangbaar. Net als in het Brits-Engels en het Deens is haar functie in het dagelijkse spraakgebruik geleidelijk aan vrijwel volledig vervangen door een reeks hulpwerkwoorden en modale werkwoorden. In het Nederlands is dit in het bijzonder de verleden tijd van zullen (zouden). Het huidige gebruik van de aanvoegende wijs in het Nederlands is grotendeels beperkt tot versteende taalvormen.
Alleen het werkwoord zijn kent nog altijd een duidelijk te onderscheiden vorm voor de aanvoegende wijs enkelvoud in de verleden tijd, namelijk ware. Het gebruik van de aanvoegende wijs geeft in het Nieuwnederlands dikwijls aan een tekst een formeel, ouderwets of zelfs verheven karakter en wordt daarom meestal afgeraden.

### Vaste uitdrukkingen
Er zijn verschillende versteende uitdrukkingen in het Nederlands waarin de aanvoegende wijs gebruikt wordt, bijvoorbeeld:

#### Spreekwoorden
- Kome wat komen zal
- Koste wat het kost
- Redde wie zich redden kan
- Wie de schoen past, trekke hem aan!

#### Formele en religieuze taal
- Onze Vader-gebed:
  - Onze Vader die in de hemelen zijt, uw naam worde geheiligd; uw Koninkrijk kome, uw wil geschiede, gelijk in de hemel alzo ook op de aarde.[9]
  - Vader, uw naam worde geheiligd; uw koninkrijk kome; geef ons elke dag ons dagelijks brood ...[10]
- Eedaflegging: Zo waarlijk helpe mij God almachtig.
- Gelieven in bijvoorbeeld: Gelieve u bij binnenkomst te registreren.'[11]
- Leve de koning![12]
- Op grafschriften: 'Hij/Zij ruste in vrede' (Latijn: Requiescat in pace: R.I.P.)

### Versteende woorden
- Dankzij van "dank zij"
- Hetzij van "het zij"
- Tenzij van "ten zij" (ten is hier een samentrekking van het cliticum t en en (in de betekenis van niet))
- Godbetert van "God betere 't"
- Godverdomme van "God verdoeme (het)"
- Godzijdank van "God zij dank"

### Overig gebruik
- Men neme (gebruikelijk in recepten)
- Zegge (Om een fonetische uitspraak van een moeilijk of buitenlands woord in te luiden. Ook wel om aan te duiden dat een cijferbedrag ook voluit geschreven gaat worden in officiële documenten etc)
- Mogelijk is in de Nederlandse spreektaal "Ik had graag" (bijvoorbeeld: "Ik had graag een tafeltje gereserveerd voor twee personen.") nog een restant van een conjunctief, aangezien de Duitse Konjunktiv II "Ich hätte gern" voor een (vervulbare) beleefde wens gebruikt wordt.
- Als het ware

## Engels
In het Engels komt het gebruik van de aanvoegende wijs als zelfstandige modus zelden meer voor. Voorbeelden zijn uitspraken als So be it, God help you, God save the queen. Hier ontbreekt dus de -s bij de verbuiging van de derde persoon enkelvoud, en bij to be wordt de vorm is vervangen door be.

## Duits
In het Duits wordt de conjunctief veel gebruikt. Voor de meeste werkwoorden heeft de grammatica een conjunctief in de onvoltooid tegenwoordige tijd  en in de onvoltooid verleden tijd. Bij zwakke werkwoorden onderscheidt de conjunctief van de onvoltooid verleden tijd zich qua vorm niet van de aantonende wijs. Meestal echter wordt een modaal werkwoord als hulpwerkwoord gebruikt, in combinatie met een voltooid deelwoord of infinitief.
De conjunctief van modale werkwoorden, die een onregelmatige verbuiging kennen, wordt in het Duits veel gebruikt. Hoewel een aanvoegende wijs niet verouderd klinkt, ongeacht het type werkwoord, zijn de conjunctieven van deze werkwoorden het gebruikelijkst en het meest herkenbaar.

## Semitische talen[15]
In talen als het Hebreeuws en Arabisch komt een aanvoegende wijs voor, hoewel deze wisselend per taal in meer of mindere mate aan slijtage onderhevig is. Bovendien valt uit het schrift een verschil niet altijd op te maken, omdat de klinkers in deze talen bepalend zijn of kunnen zijn om de conjunctief te herkennen en deze worden in de genoemde talen niet geschreven. Men vermoedt dat deze slijtage begonnen is in het Proto-Semitisch. Dit houdt in dat de vormen in het oudtestamentisch Hebreeuws al deels weg waren. In mindere mate geldt dit voor het Arabisch. In het Hebreeuws, waar het literaire en oudtestamentisch schrift betreft, zijn enkele werkwoorden toch zeer goed als aanvoegende wijs te herkennen, zoals het werkwoord לחיות (leven) in יחי/תחי (leve de koning).